# Rafał Wilczur
Rafał Wilczur (również: Józef Broda, Antoni Kosiba) – postać fikcyjna, bohater dwóch powieści Tadeusza Dołęgi-Mostowicza „Znachor” oraz „Profesor Wilczur” oraz ich ekranizacji. Najsłynniejszy chirurg Warszawy lat 20. i 30. XX wieku.

## Rola w powieściach

### Znachor
Rafał Wilczur był znanym w całym kraju chirurgiem. Pracował w Warszawie w klinice, której był ordynatorem. Dbał o swoich pacjentów i umiał każdego zoperować. Jego geniusz wzbudzał podziw kolegów i koleżanek, ale i również zazdrość i zawiść jego dobrego kolegi, profesora Jerzego Dobranieckiego.
Żonaty był z piękną i wrażliwą kobietą o imieniu Beata. Żonę swoją poznał, kiedy jej dziadek uległ wypadkowi i poprosił leczącego go Wilczura, żeby ten zawiadomił o wypadku jego najbliższych. Rafał prośbę spełnił i wówczas poznał Beatę, która była wtedy w domu dziadka. Zakochał się w niej bez pamięci i dla niej postanowił zostać bogatym i sławnym człowiekiem. Jego starania osiągnęły skutek. Wilczur rzeczywiście stał się sławny i bogaty. Oświadczył się Beacie i został przyjęty. Małżeństwo Wilczurów doczekało się córki Marii Jolanty, którą pieszczotliwie nazywali Mariolą. Rafał został ojcem w wieku trzydziestu siedmiu lat, co było dla niego ogromnym i szczęśliwym wydarzeniem. Z tego względu postanowił on w swojej klinice przyjmować wszystkie dzieci (zwłaszcza te z biednych rodzin) za darmo. Postanowienie swoje spełnił. W pracy był poważany i szanowany, choć jego kolega profesor Dobraniecki zazdrościł mu sławy i powodzenia. 
W ósmą rocznicę ich ślubu Wilczur wrócił do domu z prezentem i kwiatami dla żony. Nie zastał jej jednak, a na stole leżał list od niej. Dowiedział się z niego, że Beata odeszła do kochanka i zabrała ze sobą Mariolę. Rafał załamał się po odkryciu tego faktu. Gdy chwilę później odwiedził go kuzyn, Wilczur skłamał, że żona i córka wyjechały za granicę. Po wyjściu kuzyna Rafał poszedł na miasto i włóczył się po nim bez celu. Nie zauważył, że doszedł do biednych i wręcz niebezpiecznych uliczek. Spotkał tam pijaczka nazywającego siebie Samuel Obiedziński (był to dawny profesor języka polskiego, któremu kobieta złamała serce). Obiedziński poprosił go o kilka groszy na wódkę, Wilczur spełnił jego prośbę, ale pijaczek nie chciał się odczepić i z wdzięczności za jałmużnę zaprosił go na wódkę do knajpy, gdzie uraczył go wykładem na temat bezsensu życia. Gdy jego rozmówca zasnął Wilczur wyszedł uiszczając wcześniej rachunek. Gdy wyjął portfel, miejscowi chuligani dostrzegli, ile ma on w nim pieniędzy. Poszli oni za Rafałem, zaciągnęli do kolejnej knajpy i upili do nieprzytomności. Potem wsadzili do dorożki i wywieźli za miasto chcąc go okraść. Gdy Wilczur otworzył oczy i zobaczył, co się dzieje, przerażeni bandyci uderzyli go mocno w głowę i wyrzucili z dorożki do glinianki, gdzie Wilczura znalazł chłop i podwiózł kawałek furmanką. Szybko go z niej wyrzucił, gdy zapytany o nazwisko Rafał nie umiał mu udzielić odpowiedzi – na skutek ciosu profesor stracił bowiem pamięć.
Od tego czasu nie wiedząc kim jest Wilczur włóczył się po całej Polsce próbując znaleźć swoje miejsce na świecie. Jego wędrówka trwała dwanaście lat. Dwa razy siedział w więzieniu za włóczęgostwo. Odwiedził potem Kalwarię i Jasną Górę oraz wiele innych miejsc. W swojej wędrówce trafił na Kresy Wschodnie. Potem jeszcze pracował w tartaku – miejscowi przezwali go tam Józef Broda. Ponownie pochwycony za włóczęgostwo Rafał zrozumiał wreszcie, jak ważnym brakiem jest dla niego nieposiadanie dokumentów. Potajemnie ukradł więc z kancelarii papiery na nazwisko Antoni Kosiba. Gdy już opuścił więzienie, ruszył dalej w podróż pod tym nazwiskiem. Trafił do Wickun, gdzie pracował w kuźni u kowala z jednym okiem. Gdy praca się skończyła, skorzystał z nadarzającej się okazji i poszedł do miasteczka Radoliszki, gdzie trafił do młyna Prokopa Mielnika. Prokopowi zabrano parobka do wojska, więc Wilczur uznał to za świetną dla siebie okazję. Mimo wątpliwości Prokopa (szukał on bowiem pracownika młodego) Kosiba został przyjęty, gdy udowodnił, iż mimo podeszłego wieku posiada wciąż ogromną siłę fizyczną. Zaprzyjaźnił się z rodziną Prokopa i jego pracownikami. Od jednego z nich – parobka Witalisa – dowiedział się, że po wsi krąży plotka, iż Prokopa prześladuje gniew Boży za to, iż odebrał ziemię swojemu bratu, a ten ponoć mu dzieci przeklął. Przejawem Bożej kary miały być następujące zjawiska: śmierć dwóch synów (jeden utonął w rzece, drugi zginął na froncie I wojny światowej zostawiając po sobie wdowę), kalectwo młodszego syna Wasyla (spadł z drabiny i połamał sobie obie nogi) oraz nieudane małżeństwo córki (jej mąż zmarł, a ona sama urodziła chorą na padaczkę córeczkę). Wilczur odwiedził Wasyla w jego pokoju i zobaczywszy połamane nogi chłopaka poczuł w sobie instynkt chirurga. Wiedział, że nogi po wypadku zostały źle złożone. Należy je znowu połamać i poskładać prawidłowo. Postanowił przeprowadzić operację i namówił Prokopa, by wyraził na nią zgodę. Mimo braku fachowych narzędzi chirurgicznych przeprowadził skutecznie operację i Wasyl odzyskał władzę w nogach. Prokop z radości chciał wręczyć Rafałowi całą czapkę złotych monet, ale Wilczur odmówił. Mielnik więc zaproponował mu co innego – by nie był już Kosibą tylko pracownikiem młyna, ale członkiem ich rodziny. Wilczur na to przystał i założył sobie małą szopkę ze swoim drobnym „majątkiem”. Od czasu operacji Wasyla do Wilczura przychodzili ludzie ciężko chorzy lub ranni. Wilczur został znachorem, leczył ich, przeprowadzał operację. Nie zawsze mu się udawało, ale kiedy tylko zdołał, pomagał. Nie brał za to pieniędzy, choć niekiedy zgadzał się na to, by wręczano mu drobne „prezenty” w postaci jajek, mleka czy warzyw. Działalność znachora doprowadziła do wściekłości wiejskiego lekarza Pawlickiego, który odwiedził Kosibę i zagroził mu wsadzeniem go do więzienia za nielegalne leczenie. Wilczur nie przejął się jednak groźbami. Zdobył sławę w całej wsi i powszechny szacunek. Musiał też znosić komiczne zaloty Zoni, wdowy po synu Prokopa.
W Radoliszkach Kosiba spędził cały rok. W międzyczasie wiele się wydarzyło w jego życiu. Pewnego dnia odwiedził miejscowy sklepik i spotkał tam młodą dziewczynę o imieniu Marysia. Dziewczyna wydawała mu się niezwykle do kogoś podobna. Od tego czasu bardzo często odwiedzał sklep, zaprzyjaźnił się z dziewczyną, która nazywała go pieszczotliwie „stryjkiem” i zwierzała mu się ze swoich problemów. Któregoś wieczora do młyna przywieziono na wozie rannych Marysię i jej ukochanego, młodego dziedzica Leszka Czyńskiego. Oboje jechali na motocyklu i rozbili się. Na skutek tego Leszek miał złamaną rękę, zaś Marysia kość wgniecioną do mózgu. Wilczur poczuł, że sam nie da rady, więc wezwał na pomoc doktora Pawlickiego, samemu przeprowadzając jedynie złożenie połamanej ręki Leszka. Pawlicki odmówił przeprowadzanie operacji twierdząc, że Marysia jest w agonii i sam Bóg tu nie pomoże. Wilczur nie mógł jednak zostawić rannej dziewczyny. Ukradł więc narzędzia chirurgiczne Pawlickiego i kiedy ten odjechał z Leszkiem przeprowadził udaną trepanację czaszki. Uratował dziewczynę, ale Pawlicki oskarżył go o kradzież narzędzi i znachorstwo. Sąd uznał to za ciężkie przestępstwa i skazał Wilczura na trzy lata więzienia.
Jednakże Leszek wrócił z zagranicznego sanatorium, udało mu się odnaleźć Marysię i razem z nią postanowili pomóc Kosibie. Czyński wezwał swego przyjaciela, adwokata Wacława Korczyńskiego, który przygotował się odpowiednio do apelacji i podczas niej zdołał udowodnić szlachetność i niewinność Kosiby. By umocnić swoją obronę wezwał z Warszawy doktora (wówczas już profesora) Dobranieckiego, który od razu rozpoznał, kim naprawdę jest tajemniczy znachor i mimo pewnych wahań ujawnił to przed sądem. Kosiba z Leszkiem i Marysią dzień po procesie poszli na grób matki Marysi. Tam Wilczur widząc panieńskie nazwisko Beaty na jej grobie doznał szoku i odzyskał pamięć. Po chwili zjawił się na cmentarzu Dobraniecki, który ujawnił, iż Antoni Kosiba to naprawdę Rafał Wilczur. 

### Profesor Wilczur

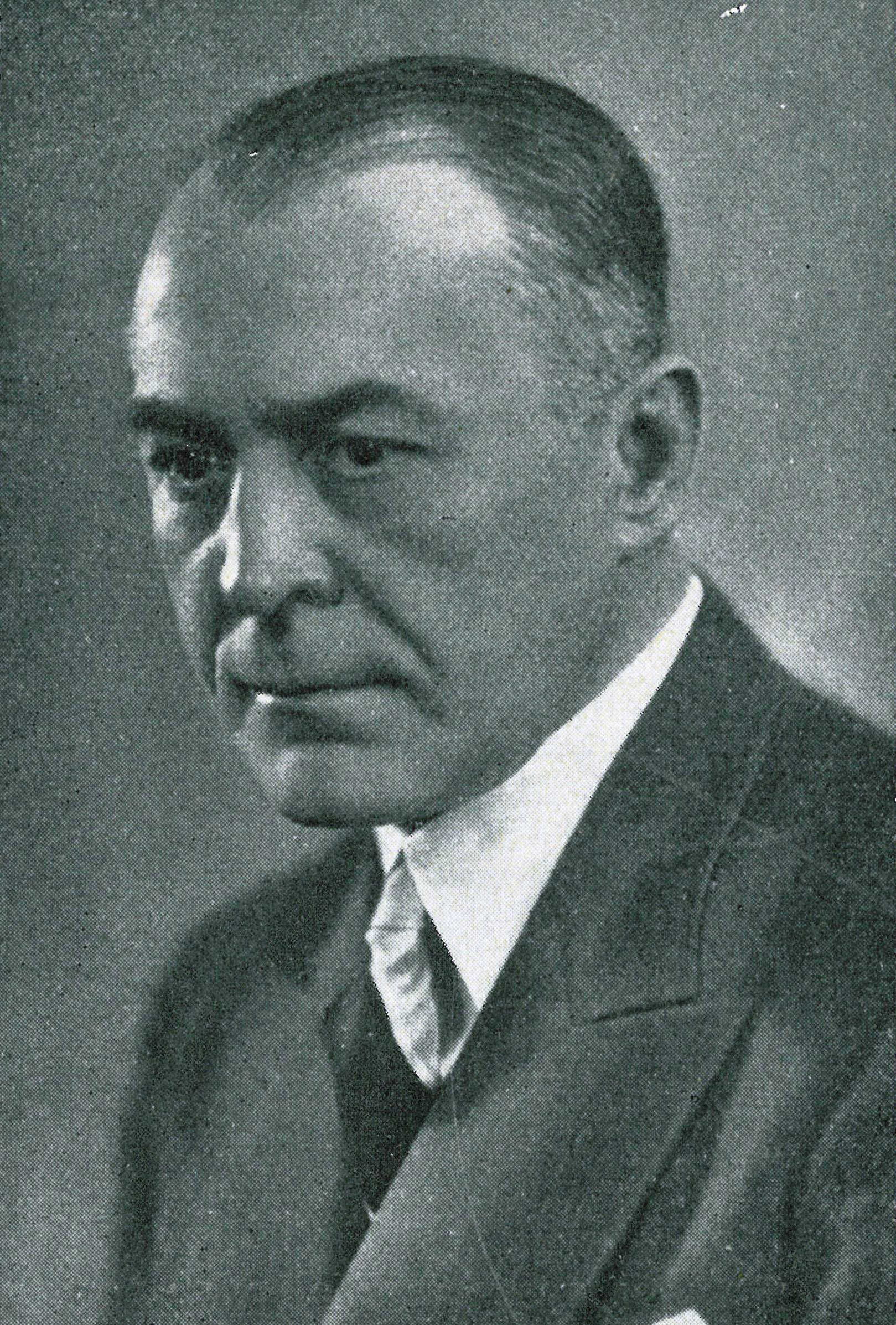
Kazimierz Junosza-Stępowski, odtwórca roli Rafała Wilczura w dwóch filmach

Rafał Wilczur po odzyskaniu pamięci i potwierdzeniu jego tożsamości przez Dobranieckiego wrócił do Warszawy i ponownie został ordynatorem szpitala, w którym wcześniej pracował, usuwając tym samym z tego stanowiska doktora Dobranieckiego, który poczuł się tym faktem bardzo urażony. Co prawda został on zastępcą Wilczura, lecz to już nie było to samo. Leszek i Marysia pobrali się, po czym wyjechali do Stanów Zjednoczonych. Zapraszali tam nieraz Wilczura, ale ten wolał zostać w kraju i walczyć o życie pacjentów. W swojej klinice przeprowadzał coraz to lepsze i bardziej skomplikowane operacje, wszystkie zakończone sukcesem. Pacjenci chcieli być operowani przez niego. Jego działalność budziła chwilami sceptycyzm z powodu stosowania przez niego ziół i innych metod „naturalnych”, jakie opanował będąc znachorem w Radoliszkach. Popularność profesora Wilczura doprowadziła do tego, że Dobraniecki zaczął go nienawidzić i pod naciskami swej zachłannej żony dążył wszelkimi możliwymi sposobami do zniszczenia Rafała. Profesor Wilczur jednak żył w ogólnym dobrobycie przez całe trzy lata. Po tym okresie minęła jednak dobra passa, a intrygi jego wrogów zaczęły osiągać sukces.
Wszystko zaczęło się z chwilą, kiedy na operację u Wilczura zgłosił się znany polski tenor, Leon Donat. Chciał on być operowany tylko i wyłącznie przez Rafała. Na godzinę przed operację odwiedził go profesor Dobraniecki i zaczął z nim rozmowę. Kiedy młoda lekarka, doktor Łucja Kańska, przyszła zbadać pacjenta przed operacją, Dobraniecki odprawił ją. Z tego powodu potem panna Łucja, myśląc że profesor sam zbadał tenora, nie wypełniła swego obowiązku, wskutek czego Donat zmarł podczas operacji wskutek niewytrzymania przez jego serce za dużej dawki narkozy. Wilczur chcąc ratować zakochaną w nim doktor Łucję Kańską wziął całą winę na siebie, co Dobraniecki wykorzystał w oszczerczej kampanii przeciwko niemu. Rafał załamany osobiście wieczorem tego samego dnia przeprowadził operację rannego nożem w bójce ulicznej pijaka Cypriana Jemioła – był to jego stary znajomy, dawniej nazywający się Samuel Obiedziński. Wilczur i Jemioł rozpoznali się jako znajomi sprzed szesnastu lat. Następnego dnia profesor był tak przemęczony, że podczas operacji zostawił w brzuchu pacjenta jedno ze swoich narzędzi. Odkrył to jednak na czas i zdążył go uratować, ale załamany tym wszystkim zaczął wycofywać się z życia publicznego. Zrezygnował nawet z prezesury związku medycznego, jaką mu proponowano. Gdy do tego jeszcze musiał z własnych zasobów zapłacić wysokie odszkodowania rodzinie tenora Donata oraz kiedy Dobraniecki na czele kilku innych lekarzy podpisał wniosek o odprawienie z kliniki Wilczura pod pretekstem podeszłego wieku i roztargnienia z nim związanego, Rafał złożył dymisję na rzecz samego Dobranieckiego. Sam zaś załamany nie wiedział, co ma ze sobą począć. W Wigilię odwiedził go Cyprian Jemioł, ale nie został on wpuszczony przez służącego, więc włamał się do domu przez okno, by podziękować osobiście swemu wybawcy za ratunek. Obaj panowie zjedli razem kolację i upili się rozmawiając o sensie życia. Jemioł dowodził, że profesor powinien znaleźć swoje miejsce na świecie i w nim pozostać. Wilczur poważnie zaczął rozważać opuszczenie Warszawy. Wraz z doktor Kańską zaczął pracować nad książką na temat nowotworów, aż w końcu podjął decyzję, że wyjedzie tam, gdzie jest potrzebny – do Radoliszek, do młyna Prokopa Mielnika.
Jak postanowił, tak zrobił. Sprzedał wszystko, co miał, odprawił służbę, pożegnał doktor Łucję Kańską i wyruszył w drogę. Jednakże zakochana w nim Łucja Kańska w ostatniej chwili wsiadła do tego samego pociągu i ruszyła z nim w drogę, odrzucając w ten sposób miłość zakochanego w niej kolegi z pracy, doktora Jana Kolskiego. Podczas podróży do Wilczura i Kańskiej dołączył Cyprian Jemioł, który jadąc tym samym pociągiem w nieznane potajemnie ukradł portfel z płaszcza Wilczura, po czym przysiadł się do nich i wykupił od konduktora bilet. Następnie, gdy zrozumiał, czyj portfel ukradł, natychmiast oddał go chirurgowi. Cała trójka dotarła do młyna Prokopa Mielnika, który bardzo się ucieszył na widok Rafała i zgodził się bez wahania na to, by Wilczur założył u niego swoją małą klinikę. Jednak szybko okazało się, że środki profesora nie pozwalają mu na zrealizowanie tego projektu. Wówczas Prokop wziął sprawy w swoje ręce i zmobilizował chłopów, by każdy z nich udzielił finansowej oraz fizycznej pomocy profesorowi Wilczurowi. Dzięki temu klinika szybko powstała, a Rafał Wilczur ponownie leczył mieszkańców Radoliszek, lecz tym razem skuteczniej, gdyż posiadał teraz własne narzędzia chirurgiczne. W pracy pomagali mu doktor Kańska oraz na swój sposób również i Jemioł. 
Pewnego dnia jednak doszło do tragedii. W okolicy pojawił się pies chory na wściekliznę. Wilczur widząc zwierzę chciał je pogłaskać, ale pies ugryzł go w lewą dłoń. Chirurgowi groziło utracenie mocy w lewej dłoni, a może nawet i śmierć. Na szczęście doktor Łucja przedarła się w nocy przez bagna z pomocą miejscowego chłopaka do dworku szlacheckiego, w którym przebywał na weselu doktor Pawlicki. Kańska poprosiła Pawlickiego o szczepionkę przeciw wściekliźnie dla Wilczura. Pawlicki mimo wahania udzielił szczepionki rywalowi i ocalił Wilczura. Dzięki jego pomocy Rafał przeżył – po tym wydarzeniu obaj adwersarze pogodzili się i zaczęli sobie wzajemnie pomagać w leczeniu ludzi. Wskutek tego wydarzenia Wilczur zaczął cierpieć na niedowład lewej ręki. Jakiś czas później odbyła się wiejska zabawa, na którą Wilczur wybrał się z Kańską. Dziewczyna bawiła się w najlepsze, jednak profesor z powodu swego wieku i niedowładu ręki nie mógł tańczyć i bawić się z innymi. Zaczął powoli rozumieć, że dopada go starość. Tym samym próbował przekonać doktor Kańską, by wróciła do stolicy i związała się z kimś młodszym, zamiast marnować swoje życie z nim. Łucja Kańska zarzekała się jednak, że nigdy nie opuści Wilczura. 
Wkrótce potem do Radoliszek przybyli pani Dobraniecka z doktorem Kolskim, prosząc Wilczura o pomoc. Okazało się, że profesor Dobraniecki miał nowotwór mózgu i ocalić go mogła jedynie bardzo ryzykowna operacja, której jednak nikt nie chciał się podjąć. Dobraniecka, podobnie jak i jej mąż, liczyła na pomoc Rafała. Wilczur, mimo wątpliwości związanych z niedawnym wypadkiem, ostatecznie ustąpił i pojechał do Warszawy, w Radoliszkach pozostawiając na swym miejscu doktora Jana Kolskiego. W stolicy zaś mimo swej ułomności przeprowadził skutecznie operację i Dobraniecki przeżył. Przeprosił on Wilczura za wszystkie wyrządzone mu krzywdy. Rafał jednak nie czuł już do niego żalu. Zrobił swoje i wrócił na wieś, gdzie odkrył, że pod jego nieobecność Jan Kolski i Łucja Kańska, podczas zabawy z okazji imienin doktorowej Pawlickiej, pokochali się. Ale Łucja nie czuła się na siłach być z ukochanym, gdyż uważała, że jej obowiązkiem jest pozostać z Wilczurem. Jednak Rafał przeczuwając, co się święci, postarał się już o nowego asystenta do pomocy w klinice i Łucja mimo licznych wątpliwości wróciła z ukochanym do Warszawy. Wilczur zaś pozostał w Radoliszkach razem z Jemiołem, ciesząc się ze szczęścia zakochanych. 

### Cechy charakteru
Wilczur jest postacią jak najbardziej pozytywną. To człowiek pozbawiony praktycznie jakichkolwiek wad, a jeśli już je ma, to są one ledwo dostrzegalne. Świetny chirurg obdarzony prawdziwym talentem i intuicją lekarską, która pomaga mu w różnych trudnych operacjach. To lekarz z powołania. Leczenie i ratowanie życia ludziom jest dla niego celem życia. Oddaje się temu całym sercem. Cechuje go przede wszystkim wielka bezinteresowność. Nie pożąda sławy ani bogactwa. Jego jedynym pragnieniem jest służyć ludziom swoim doświadczeniem i wiedzą. Potrafi kochać całym sercem, dlatego porzucenie go przez żonę jest dla niego wielkim bólem, po którym długo się nie umie podnieść. Jednocześnie jest silnym człowiekiem. Po wszystkich ciosach umie znaleźć sens swego życia i dążyć do jego realizacji. Potrzebuje jednakże czasu, by ten cel znaleźć i zagłuszyć nim swój ból. Jego wyraźną cechą charakteru jest nie tylko bezinteresowność, ale też i prawdziwa dobroć i wyrozumiałość wobec ludzi. Nie żywi do nikogo żalu, nie umie nienawidzić. Łatwo wybacza i darowuje winy, a nawet potrafi pomóc swemu wrogowi. Wrażliwy na czyjąś krzywdę nie umie odmówić swej wiedzy nie tylko lekarskiej, ale i życiowej. Jego praktycznie jedyną wadą jest to, że bywa chwilami dziecinnie naiwny. Wierzy w ludzi, nie dostrzega intryg przeciwko niemu, a także lekkomyślnie wyciągnął rękę do wściekłego psa. Skutki tych działań były dla niego bardzo groźne. Ale mimo wszystko zawsze udawało mu się przetrwać, w czym pomagała mu nie tylko umiejętność radzenia sobie z problemami, ale także i zdolność zjednywania sobie ludzi dobrocią serca i hartem ducha. Dołęga-Mostowicz stworzył z niego człowieka praktycznie świętego. Męczennika, który cierpi, lecz mimo to dalej kocha ludzi i troszczy się o nich. 

## Rafał Wilczur w filmie
W latach 30. powstały ekranizacje obu powieści Dołęgi-Mostowicza – „Znachor” oraz „Profesor Wilczur”. W obu rolę Wilczura zagrał Kazimierz Junosza-Stępowski. Filmy jednak wprowadziły pewne zmiany w życie głównego bohatera. Najważniejszą z nich jest ta, że po operacji Dobranieckiego osłabiony Wilczur umiera w otoczeniu najbliższych. 
Po latach Jerzy Hoffman nakręcił film „Znachor”, w którym rolę Wilczura zagrał Jerzy Bińczycki. Film jest wierniejszy książce niż poprzednia wersja, jednakże wprowadzono także kilka zmian w życie głównego bohatera – przede wszystkim taką, że Wilczur odzyskuje pamięć już na sali sądowej, słysząc nazwisko Maria Jolanta Wilczur, jakie podaje zeznająca w sprawie Marysia. Natomiast chwilę potem Dobraniecki ujawnia (również na sali) wszystkim wokół, że Antoni Kosiba to Rafał Wilczur. W tej filmowej adaptacji, w oryginalnym przemówieniu dubbingowym, Rafał Wilczur przedstawiony jest nie jako Józef Broda, ale jako Józef Wąs.
W trzeciej ekranizacji „Znachora” z roku 2023 w rolę profesora Wilczura wcielił się Leszek Lichota.

## Znaczenie i analiza
Rafał Wilczur został określony jako jeden z „najbardziej znanych bohaterów literackich okresu międzywojennego”.